# 청주시 흥덕구 갑
청주시 흥덕구 갑은 대한민국의 옛 국회의원 선거구이다. 당시 청주시 흥덕구의 일부 지역을 관할하였다.

## 역사
대한민국 제17대 국회의원 선거를 앞두고 청주시 흥덕구 선거구가 갑, 을로 분구되면서 신설되었다. 신설 당시 사직1동, 사직2동, 사창동, 모충동, 산미분장동, 수곡1동, 수곡2동, 성화개신죽림동을 관할하게 되었다. 
2014년, 청주시와 청원군이 통합되면서 통합 청주시가 출범하였다. 이 때 청주시 흥덕구 갑 선거구에 해당하는 지역과 청원군 남이면, 현도면을 관할로 서원구가 설치되었다. 이에 대한민국 제20대 국회의원 선거를 앞두고 청주시 흥덕구 갑 선거구가 신설되는 청주시 서원구 선거구로 편입되었다.

## 역대 국회의원
| 선거   | 정당 | 정당       | 의원   |
| ------ | ---- | ---------- | ------ |
| 2004년 |      | 열린우리당 | 오제세 |
| 2008년 |      | 통합민주당 | 오제세 |
| 2012년 |      | 민주통합당 | 오제세 |

## 역대 선거 결과

### 대한민국 제17대 국회의원 선거
|  | 46.16% |

|  | 35.16% |

|  | 9.19% |

|  | 8.03% |

|  | 1.44% |

### 대한민국 제18대 국회의원 선거
|  | 43.37% |

|  | 38.34% |

|  | 11.48% |

|  | 3.52% |

|  | 2.37% |

|  | 0.88% |

### 대한민국 제19대 국회의원 선거
|  | 44.73% |

|  | 38.30% |

|  | 14.45% |

|  | 2.49% |